# Nukutavake (Gemeinde)

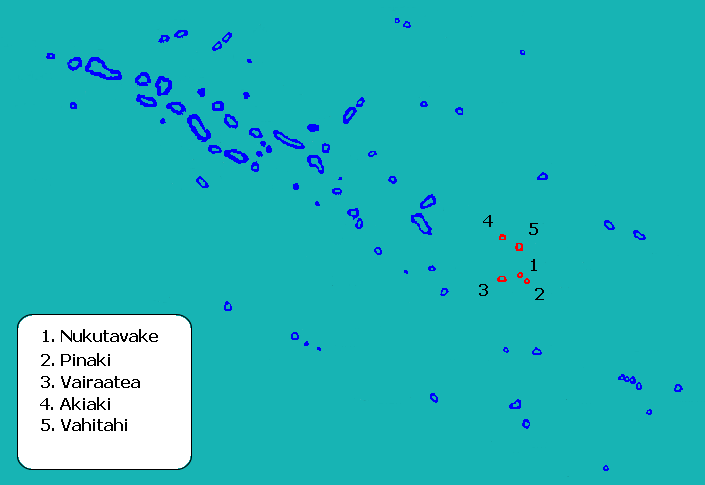
Position der Gemeinde Nukutavake

Nukutavake ist eine Gemeinde im Tuamotu-Archipel in Französisch-Polynesien.
Die Gemeinde besteht aus 3 Atollen und 2 Inseln. Sie ist in 3 „Communes associées“ (Teilgemeinden) untergliedert. Der Hauptort der Gemeinde ist Nukutavake. Der Code INSEE der Gemeinde ist 98732.
| Atoll oder Insel    | Hauptort  | Einwohner 2022 | Landfläche (km2) | Lagune (km2) | Post- leitzahl | Koordinaten           |
| ------------------- | --------- | -------------- | ---------------- | ------------ | -------------- | --------------------- |
| Nukutavake1         | Tavananui | 119            | 5,5              | –            | 98773          | 19° 17′ S, 138° 47′ W |
| Vahitahi1           | Mohitu2   | 103            | 2,5              | 7,4          | 98788          | 18° 46′ S, 138° 49′ W |
| Vairaatea1          | Ahurua    | 65             | 3                | 13           | 98791          | 19° 21′ S, 139° 13′ W |
| Pinaki              | Pahakiri  | 0              | 1,3              | 0,7          |                | 19° 23′ S, 138° 40′ W |
| Akiaki              | Hitiaga   | 0              | 1,2              | –            |                | 18° 33′ S, 139° 13′ W |
| Gemeinde Nukutavake | Tavananui | 287            | 13,5             | 21           |                |                       |

1 „Commune associée“ (Teilgemeinde)

2 früher Temanufaara genannt